# Árpád von Degen
Árpád von Degen, född 31 mars 1866 i Bratislava, Kejsardömet Österrike (nuvarande Slovakien), död 30 mars 1934 i Budapest, var en ungersk biolog och botaniker.